# Công viên Hoàng gia Studley
Công viên Hoàng gia Studley bao gồm cả các phế tích của Tu viện Fountains là một di sản thế giới của UNESCO nằm ở Bắc Yorkshire, Anh. Khu vực có diện tích 323 hécta (800 mẫu Anh)  là cảnh quan vườn thế kỷ 18, một số phế tích dòng Xitô lớn nhất châu Âu, lâu đài Jacobean và một nhà thờ thời đại Victoria được thiết kế bởi William Burges. Tổ hợp cảnh quan này bao quanh những tàn tích tu viện Fountains của dòng Xitô.

## Lịch sử

### Hội trường và tu viện Fountains
Tu viện Fountains được thành lập vào năm 1132 bởi tu sĩ dòng Biển Đức đã rời khỏi Tu viện St Mary, York để theo dòng Xitô. Sau khi tu viện bị giải thể vào năm 1539 bởi Henry VIII, các tòa nhà của tu viện cùng với hơn 500 mẫu Anh (200 ha) đất được bán cho Richard Gresham, một thương gia tơ lụa. Tài sản sau đó được lưu truyền qua nhiều thế hệ của gia đình Richard trước khi bán cho Stephen Proctor, người được cho là đã xây dựng Hội trường Fountains, có thể là khoảng giữa năm 1598 đến 1604. Hội trường chính là một lâu đài thời kỳ Jacobean, được xây dựng từ một phần những tàn tích đá của tu viện. Tu viện cũng có một xưởng xay có cối xay Xitô thế kỷ 12 còn lại ở Vương quốc Anh, và chúng cũng là tòa nhà lâu đời nhất còn nguyên vẹn.

### Di sản Studley

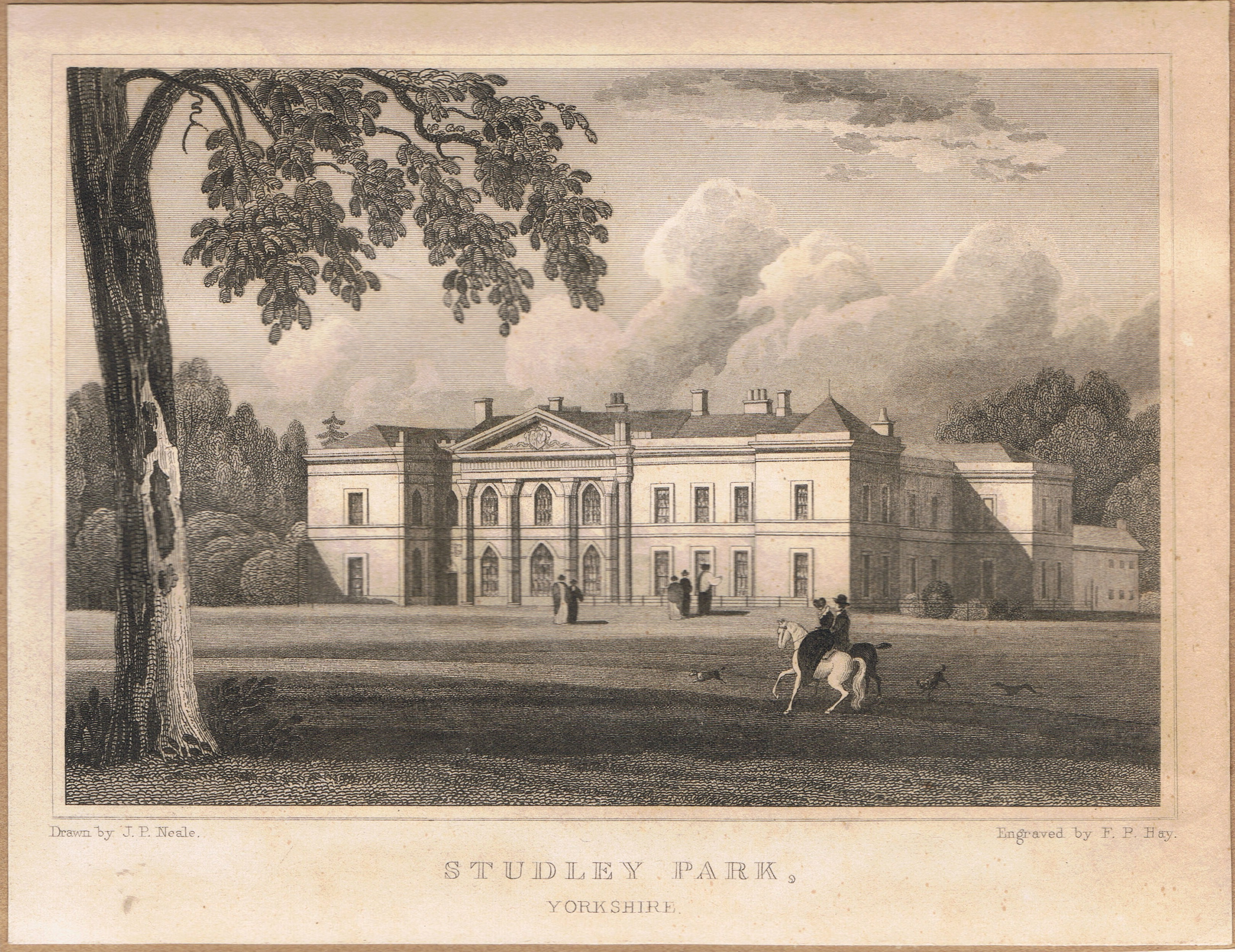
Studley Park, Yorkshire, được khắc bởi F. P. Hay dựa trên bản vẽ của J.P. Neale, 1820.

Từ năm 1452, đất đai hoàng gia Studley là nơi sinh sống của các gia đình Mallory, đáng chú ý là nghị sĩ John Mallory và William Mallory. Chính trị gia nổi tiếng John Aislabie sau đó đã thừa kế phần bất động sản trên từ người anh trai của ông vào năm 1693. Ông là thành viên của Quốc hội Ripon từ năm 1695, và Bộ trưởng Bộ Tài chính năm 1718.
Sau khi thất bại trong một đề án hoạt động tài chính sụp đổ năm 1820 (đề án Công ty biển Nam), ông bị trục xuất khỏi quốc hội Anh và nghiêm cấm xuất hiện trước đám đông. Aislabie trở lại Yorkshire và cống hiến sức lực mình cho việc tạo ra các khu vườn mà ông đã bắt đầu từ năm 1718. Sau khi ông qua đời vào năm 1742, con trai ông William mở rộng khu vườn bằng cách mua phần còn lại của Tu viện và hội trường Fountains. Ngoài ra, ông cũng mở rộng các khu vực cảnh quan theo phong cách lãng mạn đẹp như tranh vẽ, tương phản với công việc của cha ông. Nhưng cả hai đã tạo ra những gì được cho là khu vườn thủy sinh quan trọng nhất thế kỷ 18 của nước Anh.
Sau cái chết của William, phần đất đai lần lượt thuộc sở hữu của con gái ông là Elizabeth Allanson và sau đó là cô cháu gái, bà Elizabeth Sophie Lawrence, người đã sống ở đó từ năm 1808 đến khi qua đời vào năm 1845. Sau đó nó phân cấp cho Thomas de Grey, Bá tước thứ hai của Grey, một người họ hàng xa sau khi qua đời vào năm 1859, nó thuộc về người cháu trai của mình George Robinson, Bá tước thứ nhất của Ripon, tổng đốc Ấn Độ, người đã xây dựng nhà thờ St Mary trong công viên. Và sau cái chết của Frederick Robinson, Bá tước thứ hai của Ripon vào năm 1923, phần đất đã được mua lại bởi người anh em họ của ông Clare George Vyner.
Năm 1966, Hội đồng hạt West Riding đã mua lại phần đất đai trên và năm 1983, nó trở thành tài sản của National Trust.

### Nhà Hoàng gia Studley
Nhà (hay Hội trường) Hoàng gia Studley nằm ở góc phía tây bắc của công viên. Ban đầu nó là một trang viên thời Trung cổ, nhưng đã bị đốt cháy vào năm 1716 trước khi được xây dựng lại bởi John Aislabie.

## Tính năng

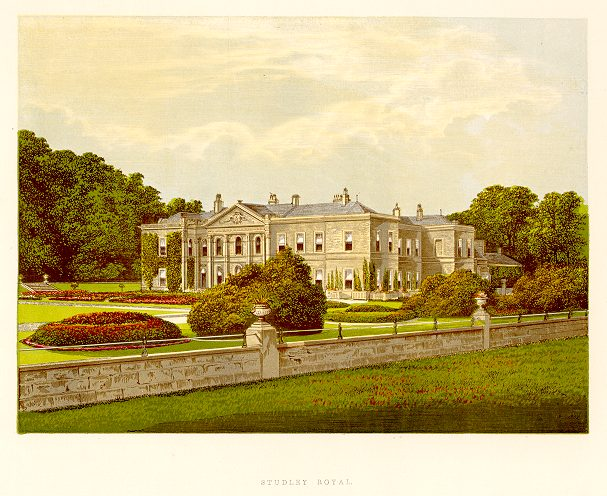
Trang viên Hoàng gia Studley năm 1880.

Kết hợp với hội trường và tu viện Fountains, công viên có những tính năng đáng chú ý.
- Vườn thủy sinh Hoàng gia Studley: Những khu vườn thủy sinh ở Studley được tạo ra bởi John Aislabie vào năm 1718. Đây là một trong những ví dụ sống động nhất của vườn thủy sinh Georgian ở Anh. Chúng đã được mở rộng bởi con trai của ông, William đã mua phần đất đai của tu viện và hội trường Fountains liền kề. Hồ được trang trí thanh lịch kết hợp với kênh rạch, đền và thác nước tạo ra một khung cảnh bắt mắt ấn tượng. Một vài tòa nhà phá cách cũng được xây dựng bao gồm một lâu đài theo phong cách Gothic mới và một Palladian nhà tiệc mang phong cách kiến trúc Palladian (phong cách kiến trúc lấy cảm hứng của kiến trúc sư Andrea Palladio).
- Nhà thờ St Mary: Là một trong hai công trình thời đại Victoria ở Studley, một nhà thờ tưởng niệm muộn ở Yorkshire được xây dựng bởi George Robinson, Bá tước thứ nhất của Ripon như là một nhà thờ tưởng niệm Frederick Grantham Vyner. Nhà thờ có nội thất vô cùng ngoạn mục và uy nghi, được coi là Kiệt tác giáo hội của Burges.[4]
- Vườn hươu: Là một công viên hươu thời Trung cổ ở Anh, là mơi sinh sống của 300-350 con hươu cùng vô số các loài động thực vật khác. Tại Studley có ba loài hươu là Hươu đỏ, hươu hoang và hươu sao.

## Hình ảnh

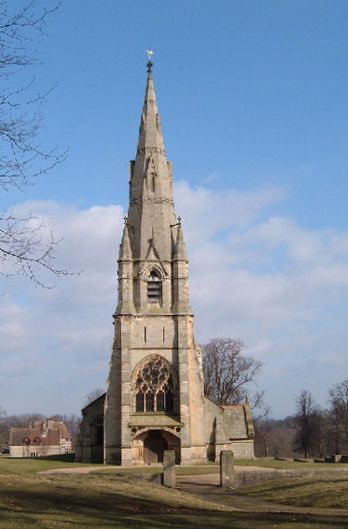
Nhà thờ St Mary
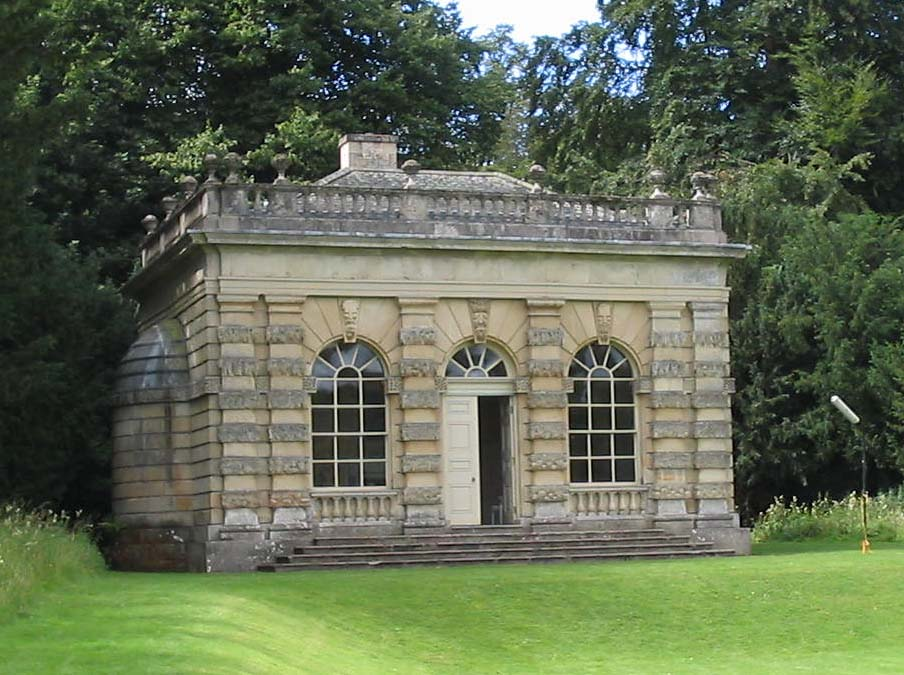
Nhà tiệc nhỏ mang Phong cách kiến trúc Palladian
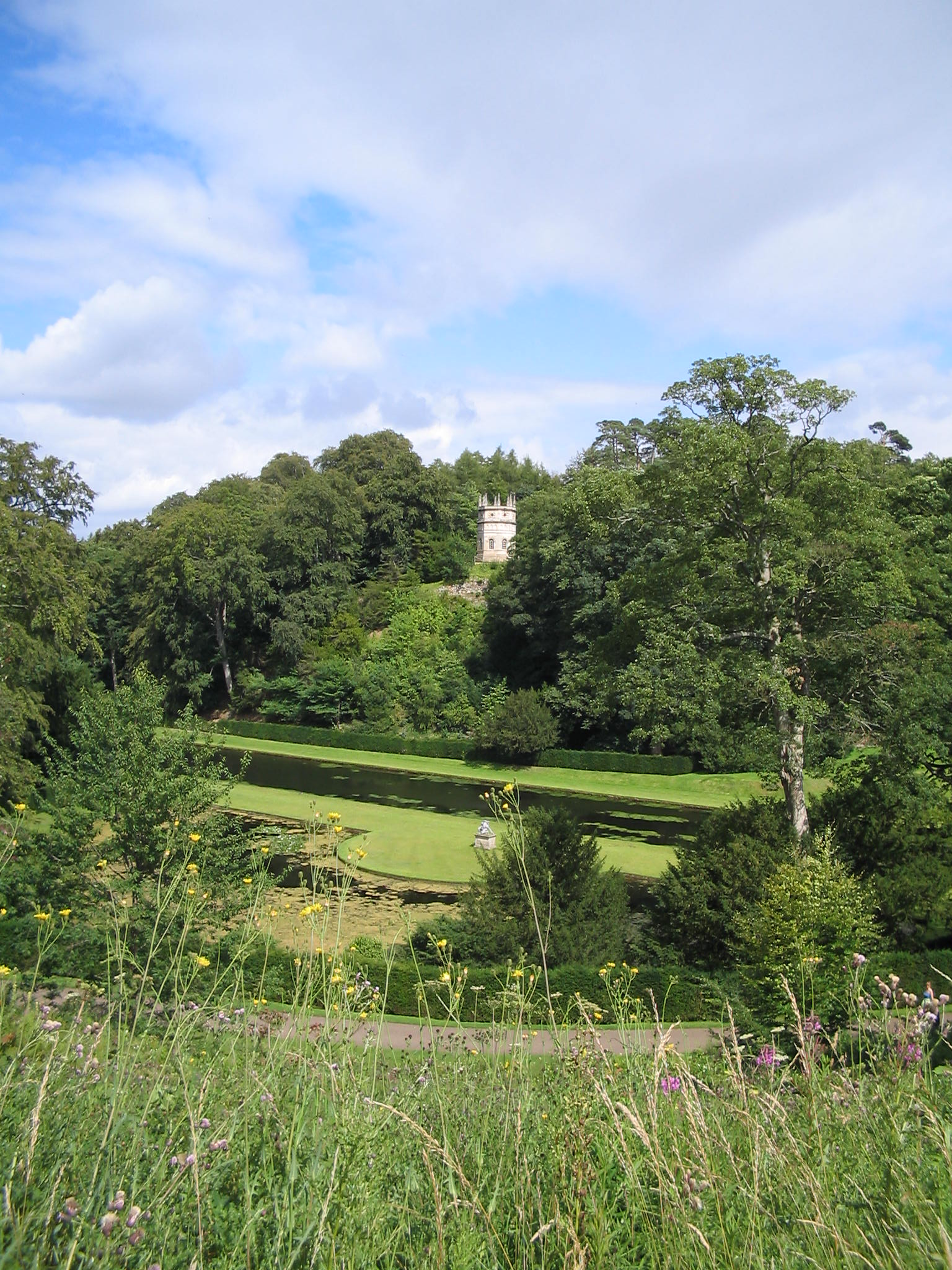
Cảnh quan vườn thủy sinh cho thấy sự phá cách của một tháp Gothic bát giác.
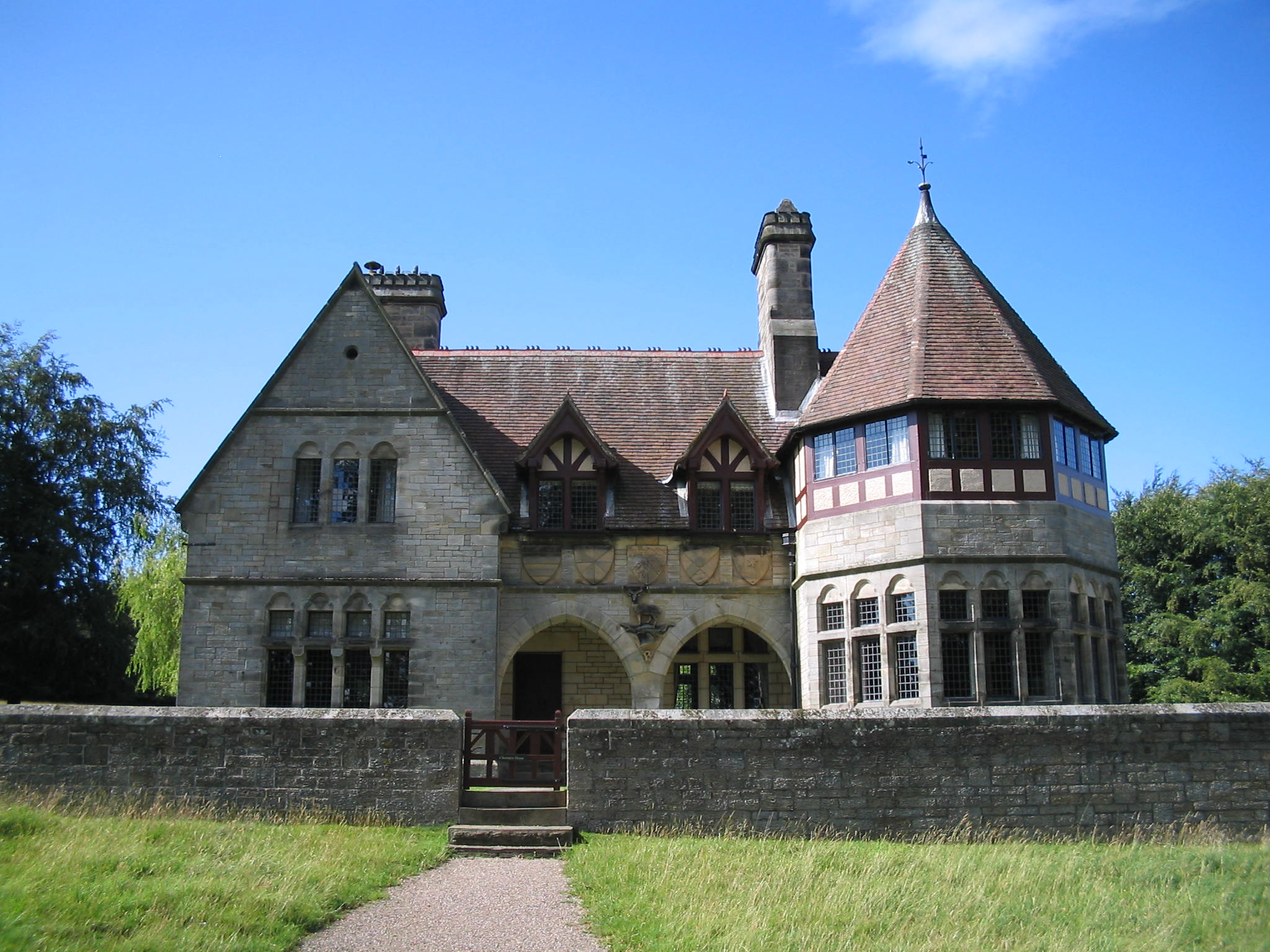
Nhà Chorister (nằm liền kề với nhà thờ St Mary)
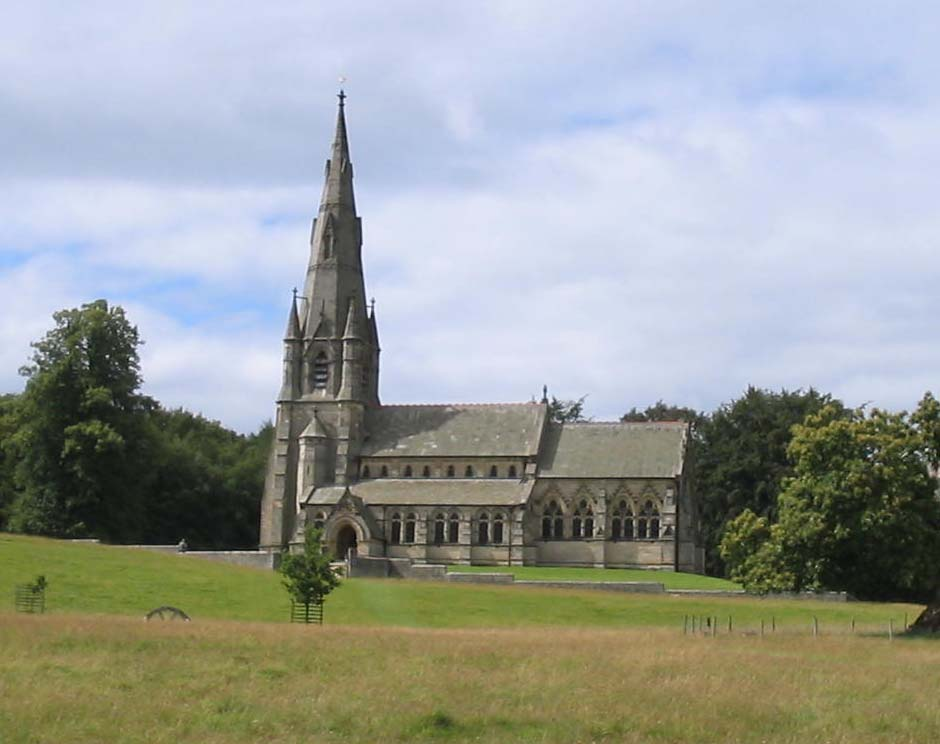
Nhà thờ St Mary
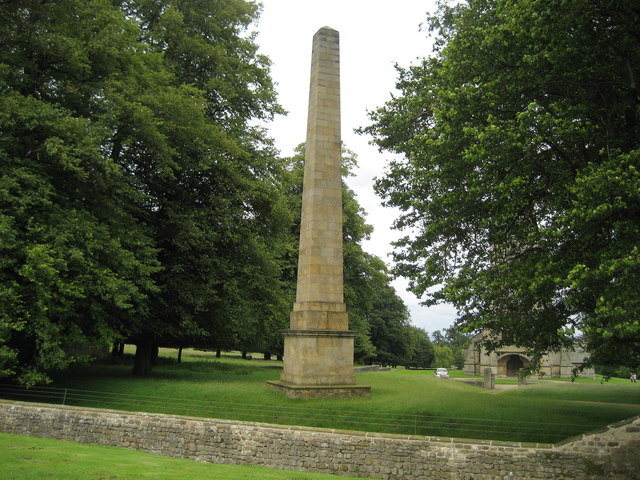
Cột tháp tại nhà thờ St Mary
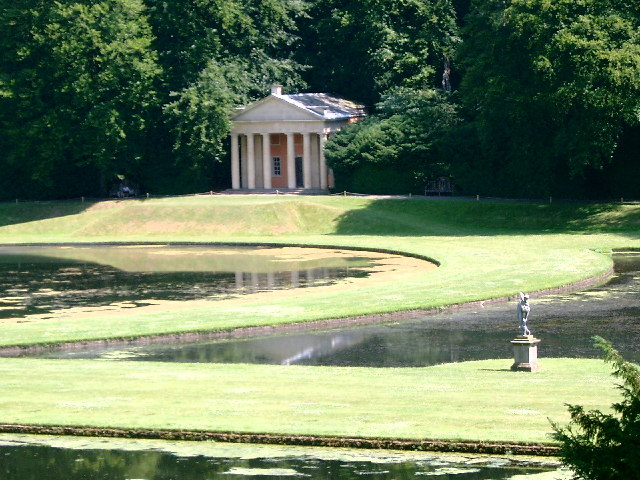
Đền thờ và vườn thủy sinh
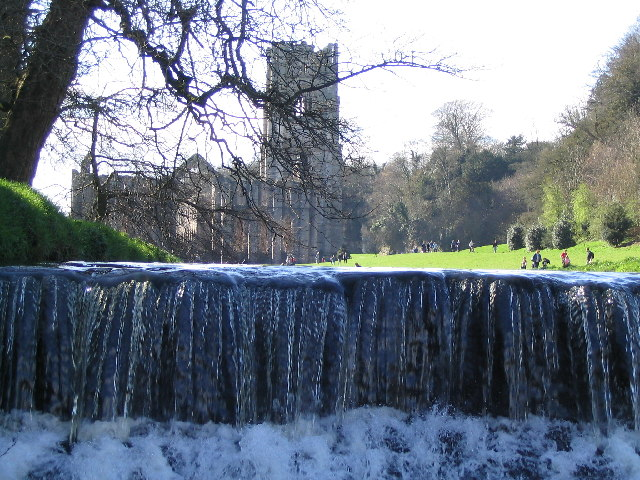
Thác nước